# Деревогризи
Деревогризи, або ліктуси (лат. Lyctidae) — сімейство дрібних жуків підряду всеїдних (Polyphaga). Деякі дослідники класифікують деревогризів як підродину (Lyctinae) родини каптурників.
У цих жуків тіло довгасте, зверху сплощене, лапки п'ятичленикові зі скороченим першим члеником; вусики з 2-члениковою булавою; личинки безногі, білого забарвлення. За будовою дорослі жуки й личинки близькі несправжнім короїдам. Розвиваються древогризи в сухій деревині, якою харчуються і жуки і личинки.